# Bombardeo de Pale de 1995
El bombardeo de Pale consistió en una serie de ataques aéreos llevados a cabo por la OTAN sobre posiciones del Ejército de la República Srpska (VRS) en Pale durante los días 25 y 26 de mayo de 1995, como parte de la Operación Deny Flight, en el curso de la guerra de Bosnia.

## Acontecimientos
En marzo de 1995, la OTAN se encontraba aún planeando una nueva estrategia respecto a su intervención en Bosnia cuando las hostilidades entre bosnios, serbios y croatas se reanudaron al término de la tregua auspiciada por el expresidente estadounidense Jimmy Carter en diciembre de 1994. El Ejército de la República de Bosnia y Herzegovina lanzó entonces una ofensiva a gran escala en el área de Sarajevo, en reacción a la cual el VRS serbobosnio asaltó un almacén de armamento pesado que custodiaba la UNPROFOR y comenzó a bombardear objetivos con sus piezas de artillería. Como represalia por estas acciones, el comandante de la UNPROFOR, el teniente general Rupert Smith, solicitó ataques aéreos por parte de la OTAN. La Alianza Atlántica accedió, y durante los días 25 y 26 de mayo de 1995 varios F-16 de la Fuerza Aérea de los Estados Unidos y EF-18A del Ejército del Aire español rociaron el almacén de municiones del VRS en Pale con bombas guiadas por láser. El 26 de mayo, sin embargo, los serbobosnios tomaron como rehenes a 377 cascos azules de la UNPROFOR y los utilizaron como escudos humanos en una variedad de puntos estratégicos en Bosnia, lo cual obligó a la OTAN a detener sus bombardeos.

## Repercusiones
La irrupción de una segunda crisis de rehenes motivó al teniente general Smith y a otros altos oficiales de la ONU a alterar sus estrategias. La UNPROFOR empezó a redesplegar sus efectivos en posiciones más defendibles, para que fuese más difícil atacarlas o tomarlas como rehén, y el general Michael Rose organizó la Fuerza de Reacción Rápida de la ONU, una unidad fuertemente armada con reglas de enfrentamiento mucho más agresivas, diseñada para tomar medidas ofensivas ante la necesidad de impedir una toma de rehenes o de hacer cumplir un acuerdo de paz.